# Тотатиче (муниципалитет)
Тотатиче (исп. Totatiche) — муниципалитет в Мексике, в штате Халиско, с административным центром в одноимённом городе. Численность населения, по данным переписи 2020 года, составила 4180 человек.

## Общие сведения
Название Totatiche с языка науатль можно перевести как: место почитания родителей.
Площадь муниципалитета равна 587 км², что составляет 0,7 % от общей площади штата, а наиболее высоко расположенное поселение Меса-де-Гонсалес находится на высоте 2151 метр.
Тотатиче граничит с другими муниципалитетами штата Халиско: на востоке с Колотланом, на западе с Вилья-Герреро, на юго-западе с Чимальтитаном, а на севере и юге с другим штатом Мексики — Сакатекасом.
Растительность разнообразна, преимущественно растут мескиты, каменные дубы, сосны Халиско и акации Фарнеза. Животный мир представлен из койотов, оленей, броненосцев, опоссумов, кроликов, зайцев, гремучих змей и пр.

## Учреждение и состав
Муниципалитет был образован 11 ноября 1861 года, по данным 2020 года в его состав входит 51 населённый пункт, самые крупные из которых:
| Код INEGI                  | Населённый пункт                                                                    | Численность населения (2005 год) | Численность населения (2010 год) | Численность населения (2020 год) |
| -------------------------- | ----------------------------------------------------------------------------------- | -------------------------------- | -------------------------------- | -------------------------------- |
| 104                        | Всего                                                                               | 4217                             | 4435                             | 4180                             |
| 0084                       | Темастьян (исп. Temastián (La Cantera)) 21°58′38″ с. ш. 103°31′28″ з. д.            | 1324                             | 1421                             | 1477                             |
| 0001                       | Тотатиче (исп. Totatiche) 21°55′43″ с. ш. 103°26′37″ з. д. (административный центр) | 1287                             | 1323                             | 1338                             |
| 0198                       | Ла-Мескитера (исп. La Mezquitera) 21°55′21″ с. ш. 103°26′22″ з. д.                  | 333                              | 335                              | 303                              |
| 0077                       | Санта-Рита (исп. Santa Rita) 21°52′34″ с. ш. 103°30′26″ з. д.                       | 117                              | 263                              | 173                              |
| 0005                       | Агуа-Сарка (исп. Agua Zarca) 21°51′01″ с. ш. 103°29′23″ з. д.                       | 135                              | 131                              | 131                              |
| 0004                       | Акатепулько (исп. Acatepulco) 21°50′25″ с. ш. 103°28′06″ з. д.                      | 75                               | 101                              | 122                              |
| —                          | Прочие                                                                              | 946                              | 861                              | 636                              |
| Названия на карте Генштаба |                                                                                     |                                  |                                  |                                  |

## Экономическая деятельность
По статистическим данным 2000 года, работоспособное население занято по секторам экономики в следующих пропорциях:
- сельское хозяйство, животноводство и рыбная ловля — 37,2 %;
- промышленность и строительство — 24,3 %;
- торговля, сферы услуг и туризма — 36,6 %;
- безработные — 1,9 %.

## Инфраструктура
По статистическим данным 2020 года, инфраструктура развита следующим образом:
- электрификация: 98,4 %;
- водоснабжение: 97,7 %;
- водоотведение: 97,4 %.